# Flora Olomouc

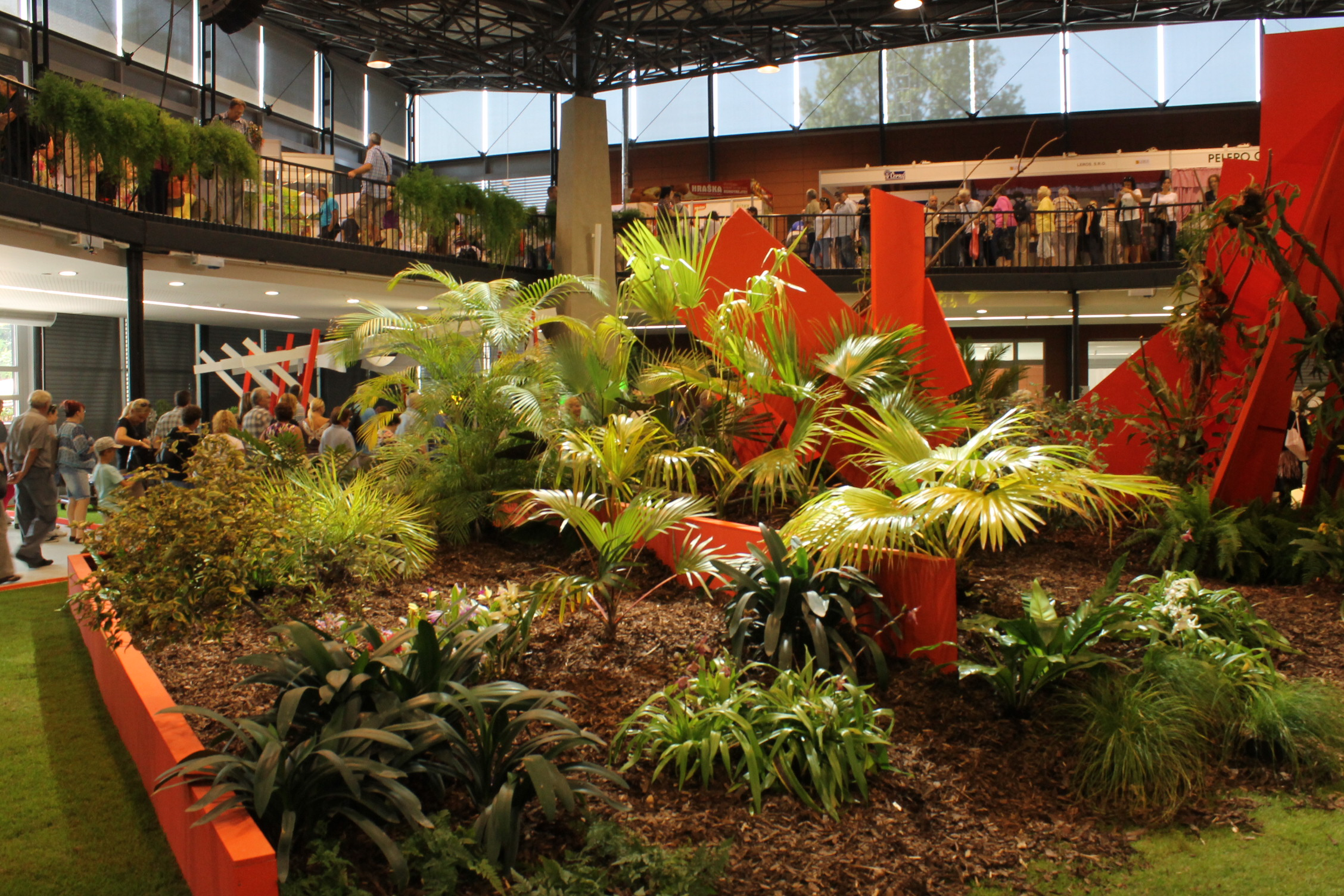
Expozice v hlavním pavilonu při letní etapě Flory 2014.

Flora Olomouc je mezinárodní květinová a zahradnická výstava, kterou v Olomouci každoročně pořádá společnost Výstaviště Flora Olomouc. Výstava se koná dvakrát v roce, a to na jaře a na podzim, kdy nese známý přídomek Hortikomplex. Na výstavě se - coby dlouholetí partneři Výstaviště Flora Olomouc - podílí Český zahrádkářský svaz, Svaz květinářů a floristů České republiky a Svaz školkařů České republiky.

## Historie
Zahradnické výstavy pod názvem Flora Olomouc se v městě Olomouci konají už od roku 1967. Původně jen v lichých letech, protože v sudých je pořádala Bratislava. Tradice velkých květinových výstav ale začala v Olomouci už v roce 1958.

## Výstava
Areál výstavy se nachází ve Smetanových sadech a má celkovou výstavní plochu 4 395 m². Hlavní expozice je umístěna v pavilonu A. Při letní etapě mezinárodní výstavy je expozice výhradně v hlavním pavilonu nebo alespoň větší části jeho plochy. Hlavní pavilon A byl od roku 2012 v rekonstrukci do jara 2014. Při rekonstrukci nedošlo k významným změnám stavby.
V dalších třech pavilonech mohou být během jarní etapy expozice také, nebo jsou, jako v letní etapě, použity k pronájmu prodejcům různého zboží. Přes některé informace jako: Velký zájem však vzbudily také expozice zahrádkářů v pavilonech B, C a rovněž prodejní Letní zahradnické trhy v pavilonech E, F, G a na venkovních plochách výstaviště.(18.08. 2014, Metropole Olomouc, Ivo Heger)  naplnila rozvolněná výstava některých odrůd ovoce zahrádkářů v roce 2014 horní patro pavilonu A a ostatní pavilony byly pronajaty prodejcům průmyslového zboží.
Mezi zboží prodávané v dalších pavilonech patří z největší části zboží bez vztahu k zahradnictví jako bižuterie, hračky, autopotahy, záclony, koberce, boty, textil, sportovní potřeby, digitální nosiče, lepidla. Celkově tak sortiment prodávaný v druhé dekádě 21. století na Flora Olomouc připomíná spíše běžné „vietnamské“ tržiště. „V poslední době se Flora změnila v tržnici, která je snad ještě horší než nechvalně proslulé burzy na Lokomotivě v devadesátých letech.“ Způsob vedení výstavy Flora Olomouc se nelíbí ani olomoucké radnici a kritizoval jej otevřeně i primátor Martin Novotný. Slíbil, s ohledem na milionové investice města do výstaviště, změnu, která se však v daném termínu nekonala.

## Kritika
Volná prostranství a záhony přímo v centru dění na výstavišti jsou mnohdy zaplevelená, trávníky slouží jako parkoviště prodejců a podobně. Obecně je úroveň výstavy dlouhodobě terčem kritiky. V roce 2013 vzniklo i hnutí za záchranu tradic výstav Flora Olomouc, jenž se pokouší poukázat na neřešené problémy výstaviště:
„Podzimní etapa Flory by se vešla do sálu středně velkého kulturního domu. Ostatní místa výstavního areálu patřila zejména stánkařům s nezahradnickým sortimentem a neuvěřitelnému nepořádku. Jako by se historickými Smetanovými sady prohnala blesková povodeň.“
Kritici současného stavu se snaží výstaviště přesvědčit, že i ve skromných podmínkách by výstavišti prospěla důstojnější podoba expozic. Na kritiku a snahu sdružení situaci změnit původně výstaviště nereagovalo a později kritiku označilo za nekonstruktivní.

## Ocenění, propagace, popularita
Za nejlepší expozice a výpěstky nebo za úspěchy v soutěžích aranžování květin jsou udíleny ceny, přičemž nejvyšším oceněním je cena Novitas Olomucensis.
Na výstavě jsou také za účasti významných osobností slavnostně křtěny nové květinové odrůdy, kmotry už např. byli Hana Maciuchová, Emília Vášáryová nebo Jiří Žáček.
Na aranžování expozice Flora Olomouc se pravidelně podílí Ivar Otruba, významná osobnost zahradní architektury v ČR. Na letní etapě mezinárodní výstavy Flora Olomouc 2014 se prezentovalo asi tři sta vystavovatelů a prodejců z ČR i jiných zemí. Mezi nimi byli i někteří z oboru zahradnictví. Největší výrobci a prodejci zahradní techniky a materiálů, včetně zahradnických školek, se účastní výstavy v symbolickém měřítku nebo vůbec ne. Není zřejmé nakolik to lze přičítat ekonomické situaci v zahradnictví v ČR a nakolik obavě, že bude pověst firmy spíše degradována účastí na takto realizované výstavě a zařazením prezentace mezi stánkové prodejce zboží importovaného z Asie.
Nejnavštěvovanější jarní etapu v roce 2014 navštívilo 66 251 osob.[zdroj?] Podle jiných zdrojů se návštěvnost výstavy Flora Olomouc odhaduje na 30 000 návštěvníků. Ve 20. století se návštěvnost výstavy počítala na statisíce návštěvníků.

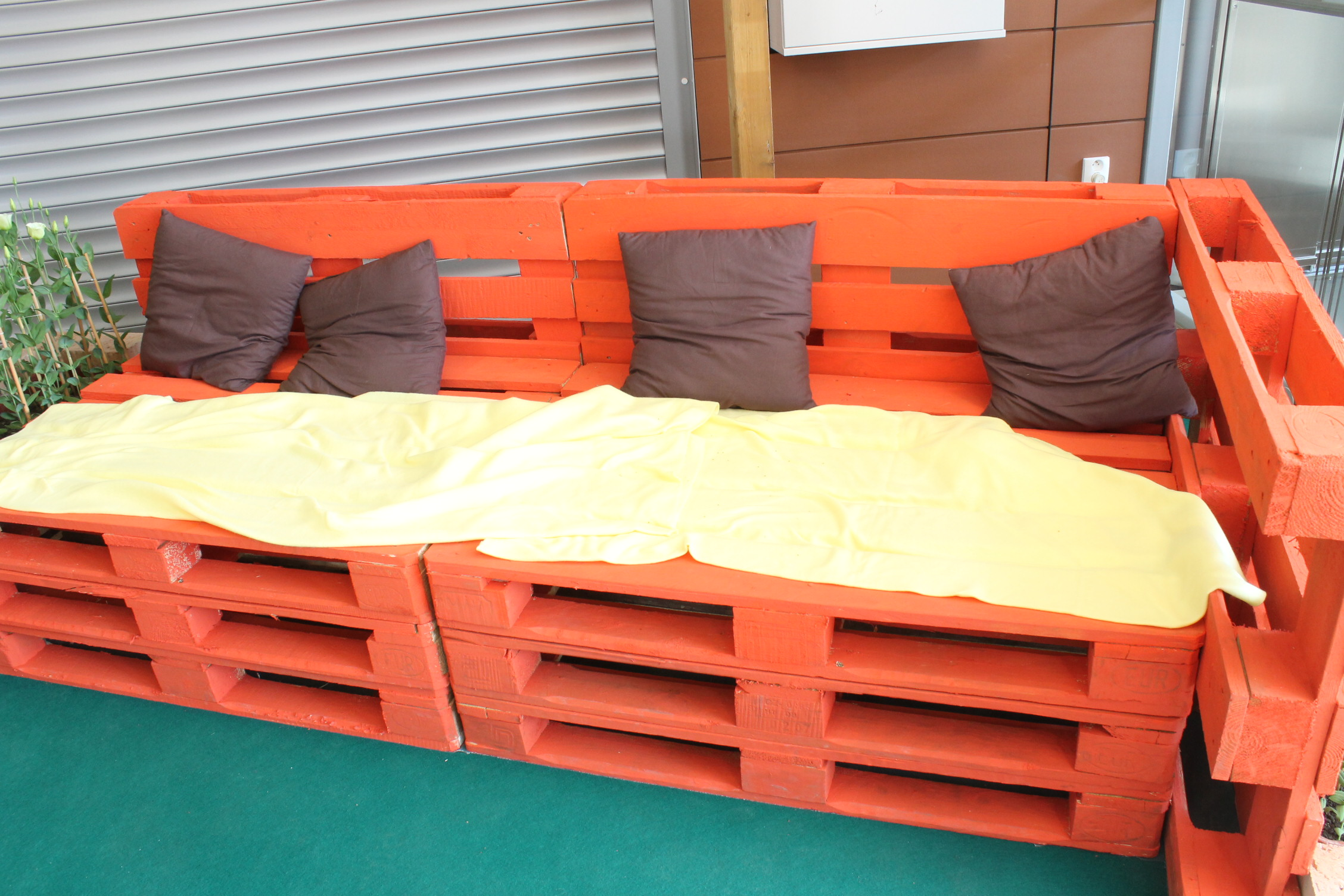
Nové trendy v zahradě.
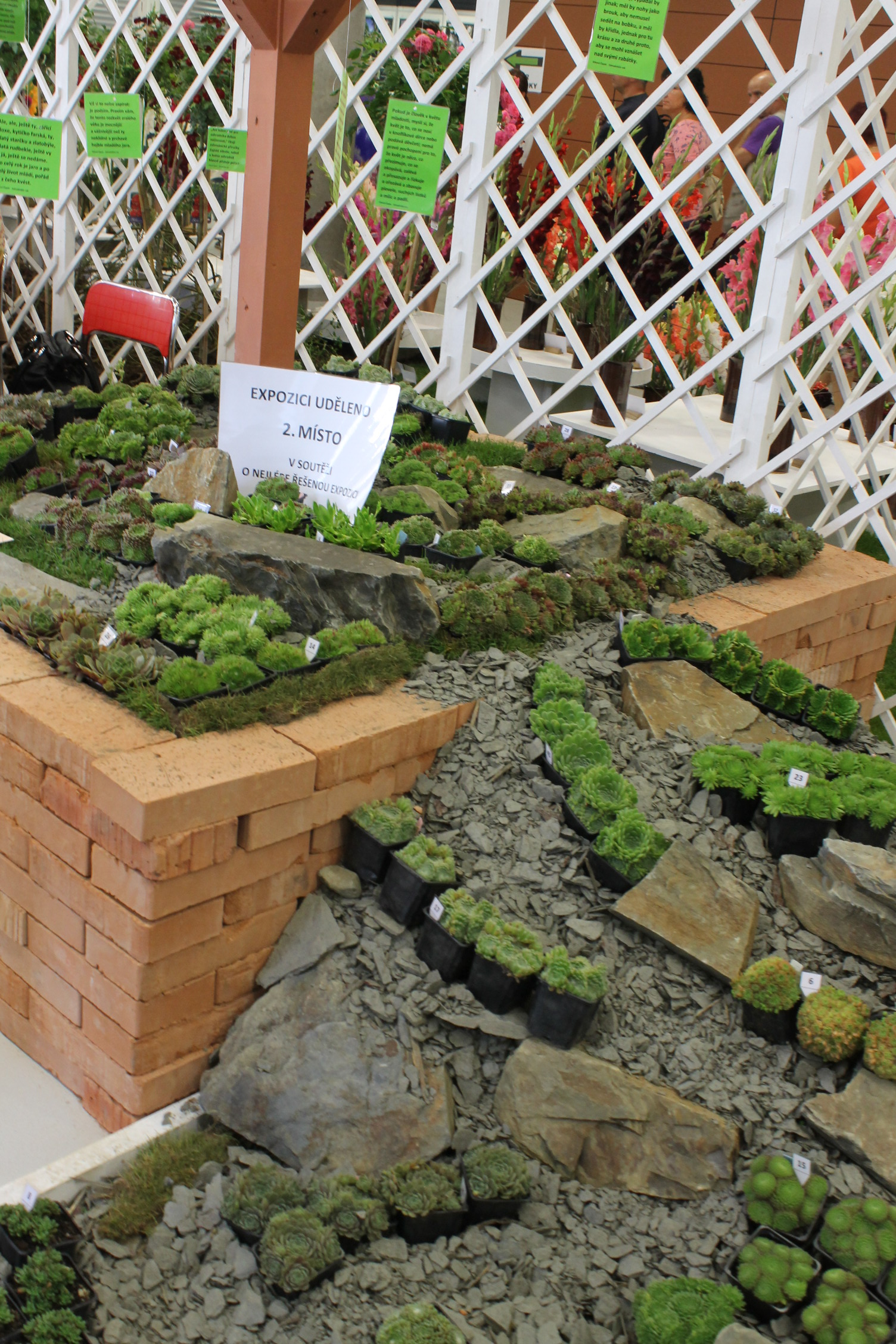
2. místo za úpravu expozice.
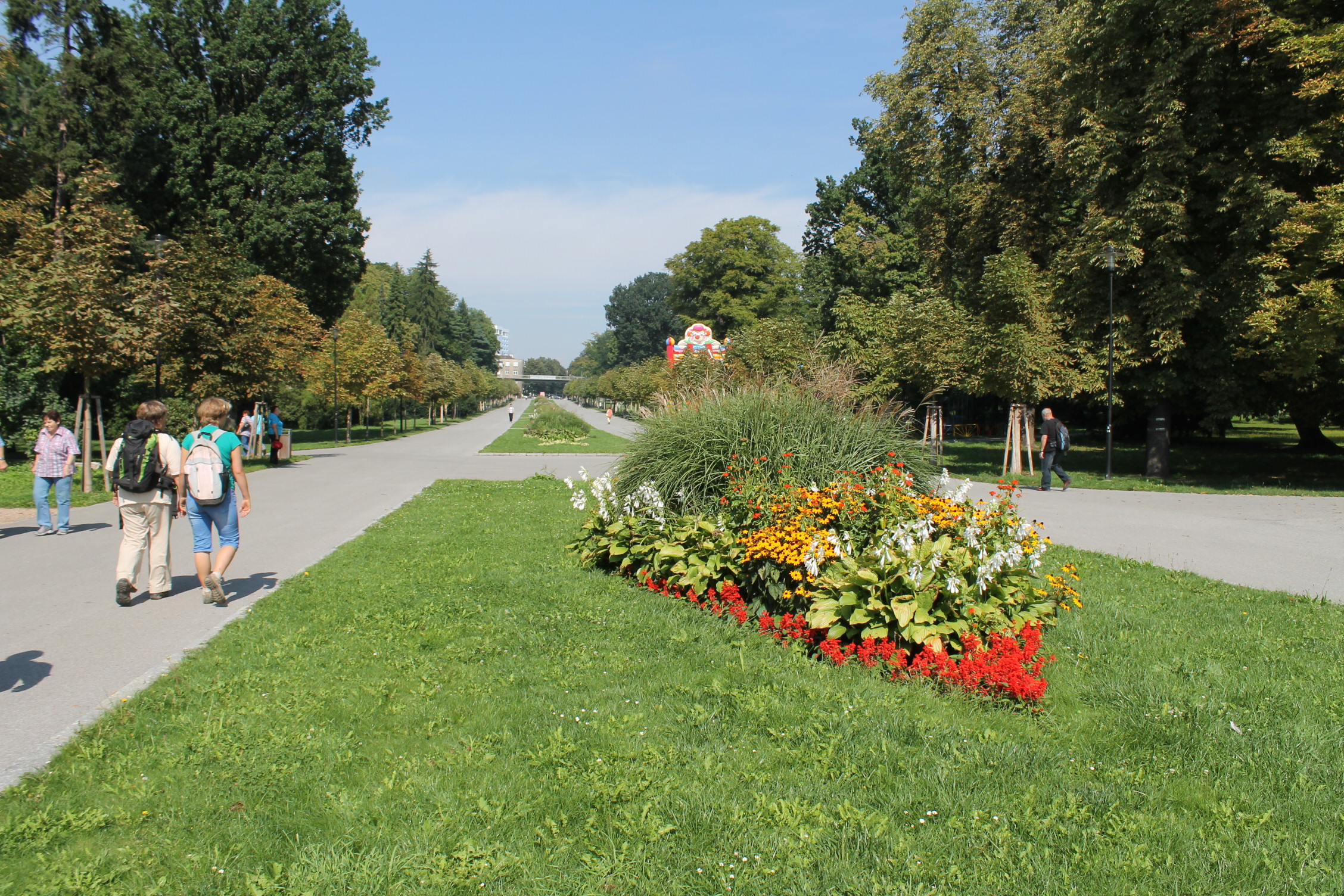
Smetanovy sady během prvních dnů výstavy.
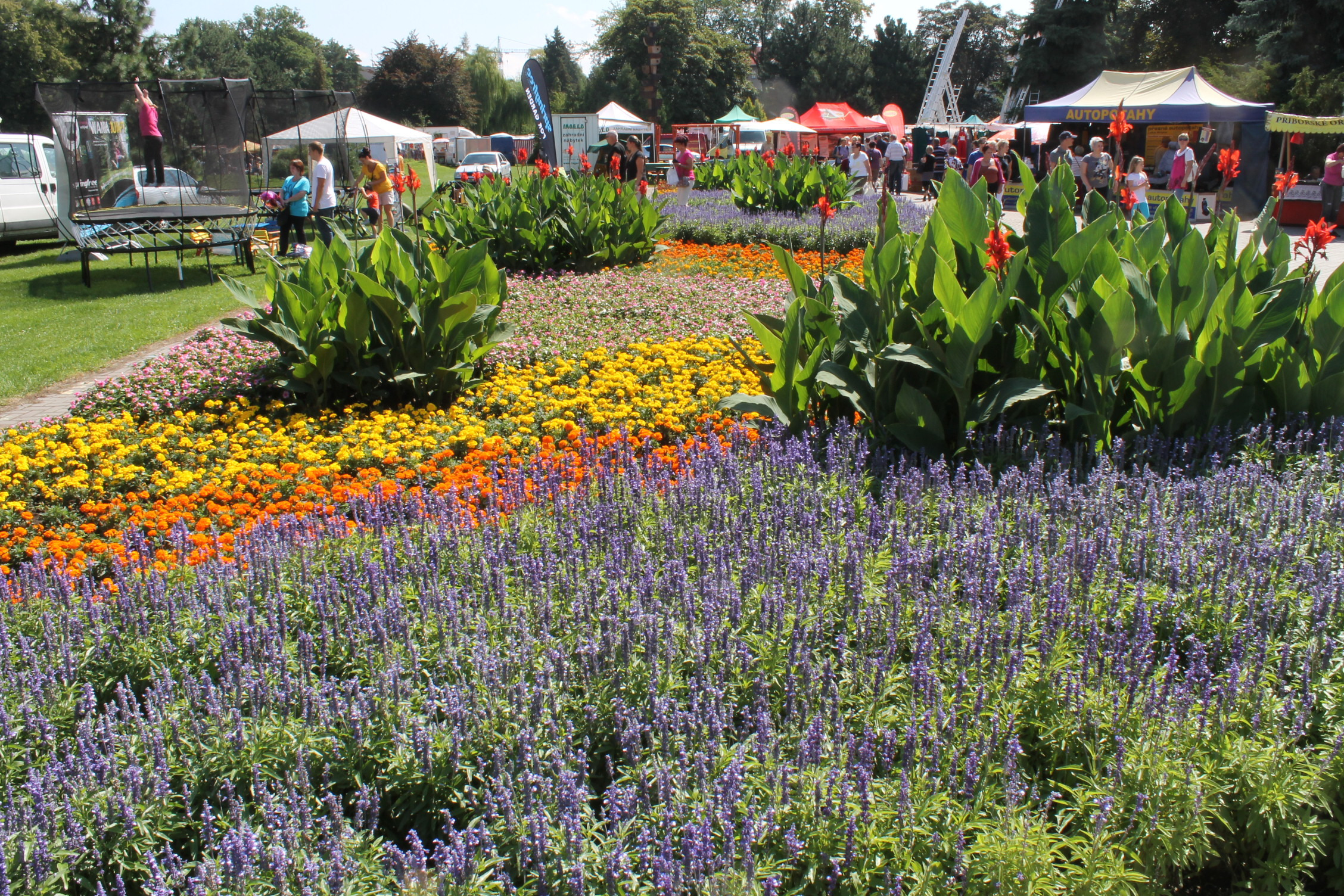
Venkovní areál láká prodejem záclon, bižuterie, koberců, alkoholu a drogerie.
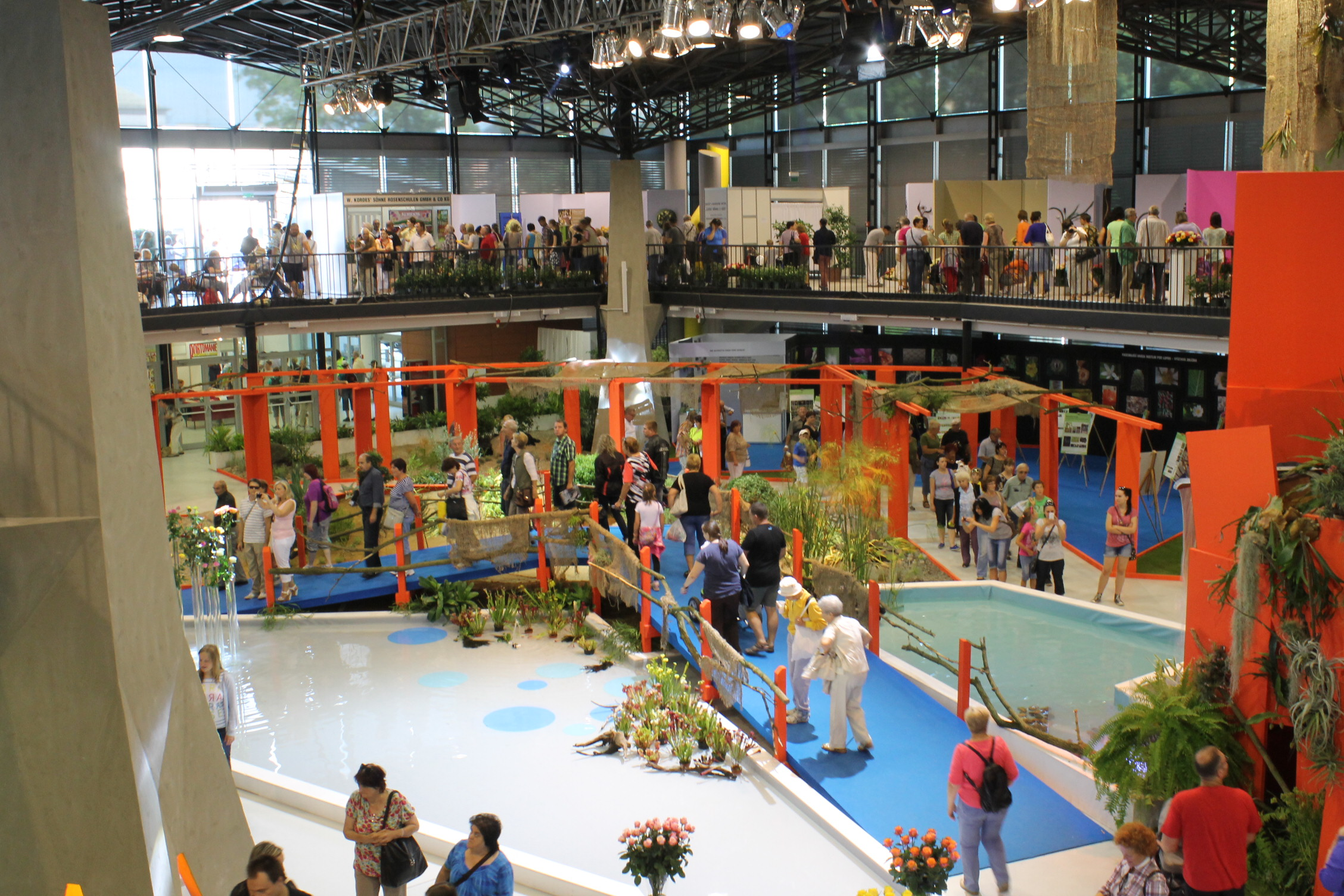
Celkový pohled do hlavního pavilonu během výstavy Flora 2014.
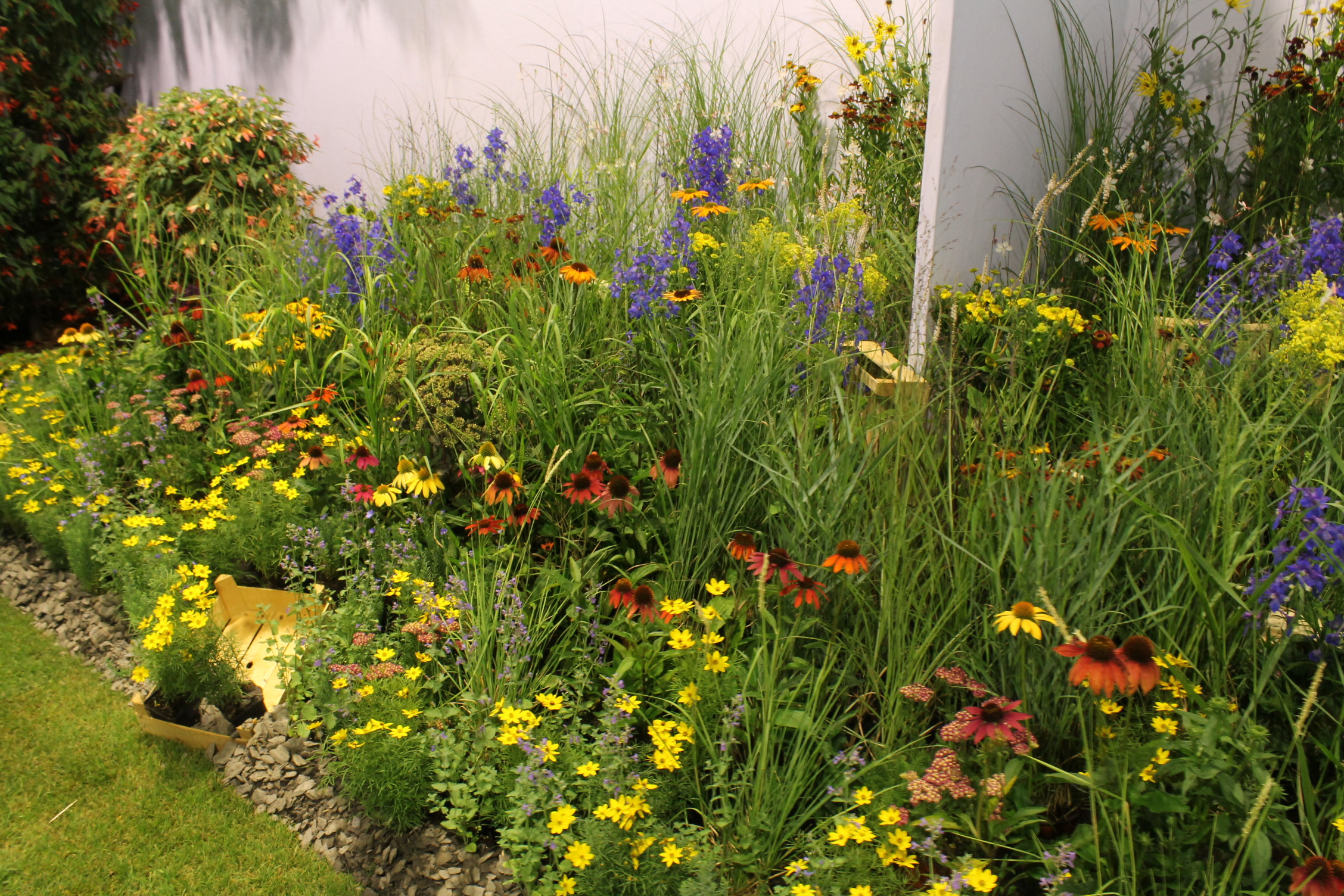
Nové trendy - prérijní zahrada